# Кубањско-приазовска низија
Кубањско-приазовска низија, или Азовско-кубањска равница (рус. Кубано-Приазовская низменность, или Азово-Кубанская равнина), пространа је равница у западном делу Предкавказја, на југозападу европског дела Руске Федерације. Део је знатно пространије Прикубањске, односно велике Источноевропске равнице. Простире се од десне обале реке Кубањ на југу до обала Азовског мора на западу па све до Кумо-маничке удолине и западних обронака Ставропољског побрђа на истоку где је ограничава корито реке Јегорлик (у басену Дона). 
Највећи део овог равничарског подручја налази се на територији Краснодарске покрајине, а обухвата и мање делове Ростовске области на северу и Ставропољске покрајине на истоку. 
У основи ове равинце налази се Сарматски кратон који чине архаичке стене старости између 2,8 и 3,7 милијарди година. У горњим слојевима се налазе седиментне стене мезозојске старости прекривене моћним слојевима глина. Максималне надморске висине равнице крећу се између 100 и 150 метара. У северозападном делу равнице налазе се мања лежишта природног гаса. 
Равница се налази у зони умереноконтиненталне климе са просечним количинама падавина између 400 и 600 милиметара. Иако је у вегетацијском смислу ово типична степска зона природни вегетациони појас је под утицајем човека у потпуности деградиран и претворен у обрадиве површине. Природна вегетација се задржала на релативно малим површинама, на подручјима која нису погодна за пољопривредну делатност. Приморски део Кубањско-приазовске равнице је доста низак, у знатној мери замочварен и препун лиманскихјезера која су од отвореног мора одељена уским и ниским пешчаним превлакама. 
Реке Азовско-кубањске равнице теку готово паралелно једна са другом углавном у правцу југоисток-северозапад, а у Азовско море уливају се ниским лиманским ушћима. Највеће реке су Јеја (311 км), Челбас (288 км), Бејсуг (243 км), Кирпили (202 км), Сосика (159 км) и друге. Реке овог подручја нису богате водом и имају доста нестабилан хидролошки режим, а највиши водостај је у пролеће након топљења снега када су и честе поплаве у подручјима уз речна корита. Језера су бројна, али углавном мањих димензија, и њохова величина варира од 0,01 до 10 км². На подручју низије регистровано је укупно 1.256 ујезерених површина укупне површине 1.959 км². 